# Simulium stellatum
Simulium stellatum es una especie de insecto del género Simulium, familia Simuliidae, orden Diptera.
Fue descrita científicamente por Gil-Azevedo, Figueiro & Maia-Herzog, 2005.